# Zbehňov
Zbehňov (Hongaars: Zebegnyő) is een Slowaakse gemeente in de regio Košice, en maakt deel uit van het district Trebišov.
Zbehňov telt 312 inwoners.